# Sphaeromantis spinicollis
Sphaeromantis spinicollis är en bönsyrseart som beskrevs av Max Beier 1930. Sphaeromantis spinicollis ingår i släktet Sphaeromantis och familjen Mantidae. Inga underarter finns listade i Catalogue of Life.